# Arthur Hennecke
Arthur Hennecke (* 19. November 1888 in Altenhundem; † 13. Mai 1959 in Düsseldorf) war ein deutscher Hüttendirektor und Rittergutsbesitzer.

## Leben
Arthur Hennecke kam in Altenhundem zur Welt, wo sein Vater Theodor Hennecke als Arzt praktizierte. Seine Vorfahren mütterlicherseits waren zum großen Teil in der Walzindustrie tätige Industrielle. Sein Onkel war Rudolf Weber, Gründer des Walzwerkes Weber in Brandenburg an der Havel, des späteren Stahl- und Walzwerks Brandenburg.
Nach dem Absolvieren des Gymnasiums und einer fabrik-kaufmännischen Ausbildung besuchte Hennecke die Handelshochschule, wo er als Diplom-Kaufmann abschloss. Er arbeitete zunächst 1910/1911 bei der Schwarzblechvereinigung Köln und danach für die Hohenlohewerke AG in Katowice. 1914 trat er in das neu gegründete Mitteldeutsche Stahl- und Walzwerk Brandenburg ein, dessen kaufmännischer Direktor er von 1917 bis 1945 war. Mit den wechselnden Eigentümern des Unternehmens wurde er 1920 stellvertretendes Vorstandsmitglied der Deutsch-Luxemburgische Bergwerks- und Hütten-AG und 1926 der Vereinigte Stahlwerke AG. 1926/1927 wurde er Mitglied des Vorstands der Mitteldeutschen Stahlwerke AG und Vorstandsvorsitzender des Stahl- und Walzwerks Hennigsdorf. Zudem gehörte er unter anderem dem Hauptvorstand des Vereins Deutscher Eisen- und Stahlindustrieller an. Er war Vorsitzender der Industrie- und Handelskammer Brandenburg an der Havel und später Vizepräsident der Industrie- und Handelskammer Berlin.
Hennecke saß von 1922 bis 1929 im Stadtrat von Brandenburg an der Havel. Im März 1939 wurde er vom Ministerpräsidenten Hermann Göring als ein um Staat und Volk sonst verdienter Mann der Provinz Brandenburg zum Preußischen Provinzialrat ernannt.
1936 erwarb er das Rittergut Engelshof, das 1945 durch die Bodenreform enteignet wurde.